# Angara
L'Angará (in russo Ангарá?; in buriato Ангар мүрэн, Angar mürèn; in evenki Аӈара, Aŋara) è un fiume della Russia siberiana meridionale (Oblast' di Irkutsk e Territorio di Krasnojarsk), affluente di destra dello Enisej; era anche conosciuto con il nome di Tunguska Superiore (in russo Верхняя Тунгуска?, Verchnjaja Tunguska), vista la presenza di altri due grandi affluenti di destra dello Enisej conosciuti con il nome di Tunguska, che però vi confluiscono più a valle.

## Percorso
L'Angara è l'unico emissario del lago Bajkal, dal quale esce nella sua parte sudoccidentale nei pressi di Listvjanka, ad una quota di circa 450 metri s.l.m.
Si dirige dapprima verso nordovest, drenando il pedemonte orientale dei Saiani orientali attraversando una delle zone più industrializzate dell'intera Siberia; all'incirca nei pressi di Svirsk assume direzione settentrionale, tagliando trasversalmente la zona di alteterre omonime. Per varie centinaia di chilometri a valle di questo insediamento il fiume è interessato da grandi bacini artificiali: Irkutsk, Bratsk (5.470 km²) e di Ust'-Ilimsk (1.873 km²), prodotti da grossi sbarramenti costruiti negli anni Cinquanta, Sessanta e Settanta a scopi idroelettrici.
Superata la città di Ust'-Ilimsk, all'incirca all'altezza del parallelo 59°N il fiume compie una decisa svolta verso occidente, entrando in una zona piuttosto remota, priva di importanti centri urbani; attraversa per tutta la sua lunghezza l'altopiano dell'Angara, del quale costituisce il principale asse idrografico e, dopo aver tagliato trasversalmente le alture dello Enisej, sfocia nello Enisej subito a valle delle rapide di Strelka, dopo 1.779 km di percorso (1.826 km precedentemente alla creazione dei due bacini di Bratsk e Ust'-Ilimsk).

## Bacino idrografico

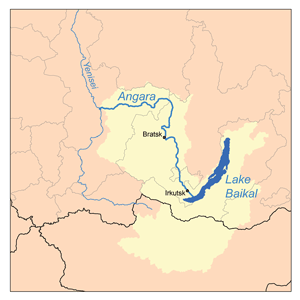
Il bacino idrografico.

Il fiume Angara propriamente detto drena un bacino imbrifero di poco meno di mezzo milione di chilometri quadri, che salgono a 1.039.000 se si considerano anche i bacini dei fiumi tributari del lago Bajkal. Il fiume riceve molti affluenti, alcuni dei quali di dimensioni molto rilevanti, fra i principali sono (in ordine di confluenza):
- da destra Kuda, Ida, Osa, Ilim, Kata, Čadobec, Irkineeva, Kamenka, Tatarka;
- da sinistra Irkut, Kitoj, Belaja, Oka, Ija, Kova, Mura, Karabula e Taseeva.

Il fiume è stato sbarrato in più parti del suo corso a fini di produzione di energia idroelettrica; il bacino di Bratsk, creato dallo sbarramento costruito a monte della città omonima, risulta tra i più grandi del mondo. Il fiume Angara, unitamente a tutti i fiumi del suo bacino imbrifero, gela nei mesi invernali, mediamente dai primi di novembre a fine aprile.